# Máltai líra
A máltai líra, 1973-ig máltai font Málta korábbi hivatalos pénzneme.
1825-ben a brit valutát nyilvánították az egyetlen törvényes pénznemnek, addig különféle érmék forogtak, beleértve a Máltai lovagrend által Máltán vert pénzt a scudot (egyfajta tallér) is. A fontot 12 scudo értékben vezették be. Az átváltás eredményeként az addigi legkisebb értékű érme, a grano egyharmad farthinggal lett egyenlő, ezért 1913-ig 1/3 farthingos pénzeket vertek külön a máltai forgalom céljából.
Málta – annak ellenére, hogy brit érméket használt – nem az Egyesült Királysággal együtt tért át a decimális pénzrendszerre, hanem csak egy évvel később, 1972-ben. Egy líra 100 centtel és 1000 millel lett egyenlő. A líra pénznév 1973-tól jelent meg a bankjegyeken, majd 1986-tól az egyedüli név volt mind az érméken, mind a bankjegyeken.
Málta 2008. január 1-jén cserélte le a lírát az euróra.

## Papírpénzek
A máltai líra bankjegyei